# Gymnammodytes cicerelus
Il cicerello (Gymnammodytes cicerelus) è un pesce di mare della famiglia Ammodytidae di cui è l'unico membro mediterraneo.

## Distribuzione e habitat
Questa specie, unico membro mediterraneo della famiglia, è endemica del mar Mediterraneo occidentale e del mar Nero. Nei mari italiani può essere comunissimo su alcune spiagge e assente in altre, pur a poche centinaia di metri di distanza. Inoltre, è noto per sparire improvvisamente da località in cui normalmente abbonda e per ricomparire solo dopo qualche anno.
Popola fondi costieri (fino a 5-10 metri di profondità) di sabbie grossolane.

## Descrizione
È un pesce molto caratteristico, tanto da risultare inconfondibile. Infatti, ha corpo molto allungato ma poco compresso ai lati, mandibola sporgente, pinna dorsale molto lunga e pinna anale lunga circa la metà, pinne ventrali assenti e corpo privo di squame. La bocca è estremamente protrattile. La pinna caudale è forcuta.
La livrea è brunastra sul dorso, argentea sui fianchi e bianca sul ventre. I giovani sono color rosato.
Questo pesciolino non supera i 15 cm.

## Alimentazione
Basata su zooplancton.

## Riproduzione
Avviene in inverno, le uova aderiscono ai granelli di sabbia e ne schiudono larve pelagiche.

## Biologia
Se ne sta infossato nella sabbia per tutte le ore diurne per uscire a nutrirsi durante la notte.

## Pesca
Viene catturato con sciabichelli e le sue carni sono molto apprezzate per le fritture, soprattutto nel sud Italia.